# Globidensini
Globidensini — триба мозазаврів, різноманітної групи морських лускатих пізньої крейди. Члени триби відомі як «глобідензинові мозазаври», були знайдені в Північній Америці, Європі, Африці та Азії. Триба містить роди Globidens (на сьогоднішній день найкраще вивчений рід), Carinodens Igdamanosaurus Harranasaurus і Xenodens. Особливості верхньої щелепи та пальців роблять невизначеним розміщення Carinodens та Xenodens у трибі; деякі дослідники припустили, що їх було б доцільніше розмістити в Mosasaurini.